# Evotella
Evotella é um género botânico pertencente à família das orquídeas, ou Orchidaceae. Foi proposto em 1991 para uma única espécie de história taxônomica complicada, que tem afinidades morfológicas com a maioria dos outros gêneros da subtribo Coryciinae, ao qual pertence. Sua única espécie é a Evotella rubiginosa (Sond. ex Bolus) Kurzweil & H.P.Linder, endêmica de área do sudoeste do Cabo Setentrional, na África do Sul, onde vive de forma terrestre em meio aos arbustos nas campinas. O nome Evotella é um diminutivo em referência aos gênero Evota, hoje considerado sinônimo de Ceratandra.
São plantas delicadas de raízes com pequenos tubérculos ovoides, das quais nascem caules com poucas folhas macias muito pequenas e lineares. A inflorescência é terminal com cerca de oito a dez pequenas flores ressupinadas, pouco abertas, brancas e marrons. A sépala dorsal fica disposta junto às pétalas, as sépalas laterais côncavas abrem-se horizontalmente, viradas para cima. O labelo é largo, triangular. A coluna contém duas polínias.
Vivem em colônias de vinte a trinta indivíduos cuja floração ocorre na primavera, estimulada por incêndios ocasionais. As flores secretam óleo, recolhido por abelhas rediviva, da família Melittidae, que nesta atividade polinizam as flores ao levarem as polínias em sua pernas.